# Lizzy Lind af Hageby
Emilie Augusta Louise Lind af Hageby (ur. 20 września 1878 w Sztokholmie, zm. 1963) – szwedzko-brytyjska działaczka na rzecz praw zwierząt, autorka publikacji sprzeciwiających się eksperymentom na zwierzętach i praktyce wiwisekcji, pacyfistka.

## Życiorys
Urodziła się w 1878 roku w Sztokholmie w zamożnej arystokratycznej rodzinie . Uczęszczała do elitarnego Cheltenham Ladies’ College w Wielkiej Brytanii . W wieku 17 lat porzuciła szkołę i zajęła się działalnością społeczną, głównie na polu walki o prawa kobiet . W 1900 wyjechała na krótko do Paryża, gdzie w Instytucie Pasteura po raz pierwszy na własne oczy zaobserwowała praktykę eksperymentów na zwierzętach . Wkrótce później dołączyła do szwedzkiej organizacji działającej na rzecz delegalizacji eksperymentów na zwierzętach i została jej przewodniczącą .
W 1903 roku wspólnie z Leisą Schartau wzięła udział w wykładach fizjologa Williama Baylissa na University College London podczas których uczony dokonywał drastycznych eksperymentów na psach. Wykłady zainspirowały kobiety do napisania publikacji Bankructwo nauki. Wyimki z pamiętnika dwóch studentek fizjologii (ang. The Shambles Of Science: Extracts From The Diary Of Two Students Of Physiology). W publikacji opisywały cierpienia zwierząt i argumentowały, że przeprowadzone na uczelni badania łamały obowiązująca wówczas w Anglii ustawę o ochronie praw zwierząt. Pod koniec semestru przekazały swoją książkę przewodniczącemu Narodowego Towarzystwa Antywiwisekcyjnego Stephenowi Coleridge’a. Coleridge postanowił wykorzystać publikację do walki o zaostrzenie prawa dotyczącego wiwisekcji. 1 maja 1903 zorganizował w centrum Londynu demonstrację około 3 tys. obrońców praw zwierząt, którzy wspólnie wykrzykiwali fragmenty książki af Hageby i Schartau. Bayliss pozwał af Hageby i o zniesławienie i wygrał proces. Dzięki swojej publikacji, procesowi i zainteresowaniu mediów tematem af Hageby wyrosła na czołową postać światowego ruchu antywiwisekcyjnego . 
W 1906 roku af Hageby wspólnie z innymi działaczami antywiwisekcyjnymi odsłonili pomnik psa w dzielnicy Londynu Battersea. Pomnik stał się symbolem ówczesnego ruchu na rzecz praw zwierząt i częstym miejscem starć pomiędzy obrońcami praw zwierząt a ich oponentami. W 1910 roku pomnik został usunięty przez władze. 
Od 1907 roku wydawała pismo Antivivisection Review, w którym publikowane były artykułu na temat cierpień zwierząt m.in. na temat wiwisekcji, transportu zwierząt, użyciu zwierząt w produkcji filmów .
W 1912 roku przyjęła obywatelstwo brytyjskie. W okresie I wojny światowej działała w  Międzynarodowej Lidze Kobiet na rzecz Pokoju i Wolności – wygłaszała wykłady i publikowała artykuły, w których propagowała pacyfizm, zwracała również uwagę na cierpienia zwierząt podczas wojny. 
Była wegetarianką i feministką, uważała, że przemoc wobec zwierząt jest związana z przemocą wobec kobiet (zob. ekofeminizm).